# جاك فريدمان
جاك فريدمان (بالإنجليزية: Jack Friedman)‏ هو رائد أعمال وشخصية أعمال أمريكي، ولد في 9 يوليو 1939 في كوينز في الولايات المتحدة، وتوفي في 3 مايو 2010 في لوس أنجلوس في الولايات المتحدة.